# The Sea and Cake
The Sea and Cake es una banda estadounidense de indie rock, con influencias del jazz, formada en Chicago a mediados de la década de los 90, a partir de lo que quedó de las bandas locales The Coctails y Shrimp Boat. El nombre del grupo proviene de la reinterpretación (a partir de un malentendido) del título del tema The C in Cake de la banda Gastr del Sol. Además de los mencionados The Coctails y Shrimp Boat, los grupos relacionados con The Sea and Cake incluyen a Tortoise y Gastr del Sol.
A partir del álbum The Fawn de 1997 el grupo se ha basado en sonidos de origen electrónico, utilizando sintetizadores y caja de ritmos, lo que le da otro tono a su música, pero manteniendo su distintivo estilo de post-jazz. A diferencia del rol que ocupa en Tortoise como multinstrumentista, John McEntire sólo toca la batería en The Sea and Cake.
Tanto Sam Prekop como Archer Prewitt, miembros del grupo, han lanzado discos como solistas. El arte de las carátulas de los discos de The Sea and Cake son, en gran parte, pinturas de Eric Claridge o fotografías de Prekop (algunas de las fotografías en el disco One Bedroom son fotografías con las que el grupo promocionaba su gira en el 2003). Prewitt también ha publicado libros con sus cómics y se dedica al diseño gráfico.
El grupo permaneció en receso entre el 2004 y el 2007. En mayo de ese último año lanzaron Everybody y han vuelto a salir de gira.
En 2017 volvieron al estudio para grabar el álbum sucesor de Runner (2012), el cual llevará por título "Any Day" y será lanzado el 11 de mayo de 2018.

## Alineación
- Sam Prekop (voces, guitarra)
- Archer Prewitt (guitarra, piano, voces)
- John McEntire (percusión, batería, sintetizadores)
- Eric Claridge (bajo, sintetizadores)

## Discografía
Todos estos discos han sido lanzados por Thrill Jockey, a menos que se indique lo contrario.

### Álbumes
- The Sea and Cake (1994)
- Nassau (1995)
- The Biz (1995)
- The Fawn (1997)
- Oui (2000)
- One Bedroom (2003)
- Everybody (2007)
- Car Alarm (2008)
- The  Moonlight Butterfly (2011)
- Runner (2012)
- Any Day (2018)

### EP y sencillos
- Glad You're Right ( sencillo en 7" , 1995, Lissy's Records [LISS1], edición limitada de 500 copias)
- Two Gentlemen (EP en 12" , principalmente remixes, 1997)
- Window Lights (sencillo en 7" , 1999, Hefty Records [HEF013])
- Glass (CD EP, 2003)

### Compilados
- A Brief Historical Retrospective (CD, 1997, compilado de los 2 primeros álbumes, sólo para Japón, más la canción Glad You're Right de un 7").

- Datos: Q587705
- Multimedia: The Sea and Cake / Q587705